# Fázovka

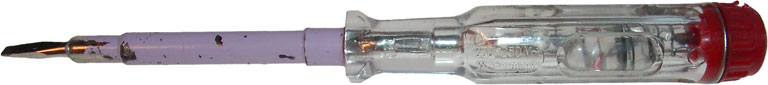
Fázovka

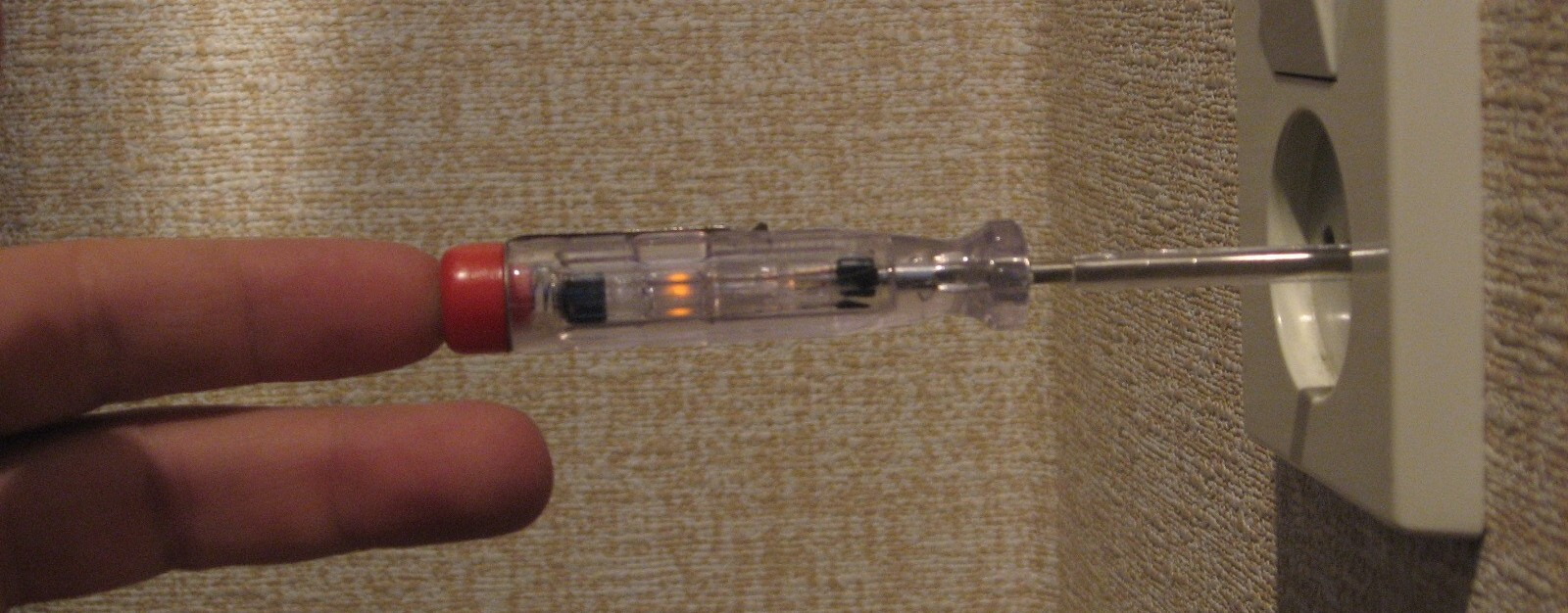
Fázovka v akci

Fázovka, také označovaná jako jednopólová zkoušečka napětí, je jednoduchý zkušební přístroj pro kontrolu přítomnosti střídavého napětí v rozsahu 100 až 250 V při frekvencích 50 až 500 Hz. Ačkoliv jde o jednoduchý přístroj, existuje několik základních typů s odlišnou konstrukcí.

## Zkoušečka s doutnavkou

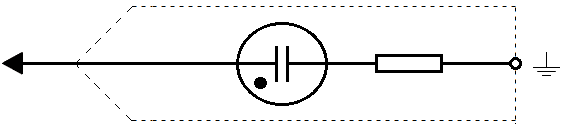
Schéma zapojení fázovky

Jednoduché fázovky obsahují sériově zapojený měřicí hrot, malou doutnavku, předřadný odpor a kontaktní plošku. Mechanicky je fázovka často konstruována ve tvaru šroubováku. Špička fázovky (čepel šroubováku) zastupuje měřicí hrot a slouží k měření přiložením na zkoušený vodič nebo vložením do zdířky v zásuvce. Druhého konce fázovky je třeba se zlehka dotýkat prstem, elektrický obvod se uzavírá lidským tělem. Omezovací odpor musí mít takovou velikost, aby byl tento postup pro člověka bezpečný, obvodem nesmí tedy procházet větší proud než 200 až 300 μA při nejvyšším indikovaném napětí 500 V, což odpovídá odporu asi 1 MΩ. Je-li vodič pod napětím větším než zápalné (typicky 70V), doutnavka se rozsvítí. Při doteku špičky fázovky s nulovým nebo zemnícím vodičem se doutnavka nerozsvítí, protože ty jsou na potenciálu okolí.
Obecně se ale nelze spolehnout, že vedení je bez napětí, protože protékající proud je příliš závislý na přechodovém odporu mezi kontaktem a pokožkou prstu. Naopak lze očekávat, že i na nepřipojeném vedení může být naměřeno napětí, jestliže je toto vedení například kapacitně vázáno na jiné, paralelní. Jestliže doutnavka svítí při dotyku s nulovým nebo zemnicím vodičem, lze předpokládat závadu. Měření fázovkou je orientační, nelze ho považovat za důkaz kvalitního uzemnění. Pro vyhodnocení uzemnění je nutné změřit odpor smyčky. Jde o tzv. odpor vypínací smyčky, povinnou součást měření při revizi elektroinstalací. Pro průkazné a spolehlivé měření napětí jsou fázovky nevhodné.
Pro spolehlivé měření napětí jsou vhodné dvoupólové zkoušečky napětí. Tyto přístroje jsou také bezpečnější, protože při měření neprochází proud lidským tělem. Poškozená fázovka, například s vadným předřadným odporem může způsobit úraz elektrickým proudem. Běžně dostupnými multimetry nebo testery instalace lze také měřit napětí, ale už nejde o pouhou zkoušečku napětí v původním smyslu slova. Jako minimální prověření funkčnosti fázovky lze doporučit před každým použitím ověřit funkci na vodiči pod napětím. Přinejmenším se takto projeví vadná doutnavka. Vyloučené je použití fázovky ke kontrole zásuvek s takzvanou dětskou pojistkou. Obvyklé provedení této pojistky je plastový proužek, otočně připevněný na vnitřní straně krytu zásuvky. K jeho otočení a uvolnění přístupu ke kontaktům je třeba zasouvat kolíky vidlice do obou zdířek současně. Má se tak předejít zasunutí nežádoucího předmětu (například hřebíku, šroubováku) do jediné zdířky zásuvky a následnému úrazu elektrickým proudem. Princip této ochrany ale brání použití fázovek. Dvoupólové zkoušečky lze k takovému měření použít. Mají často držák, který oba hroty drží v osové vzdálenosti 19 mm, tedy na rozteč zdířek běžných evropských zásuvek.

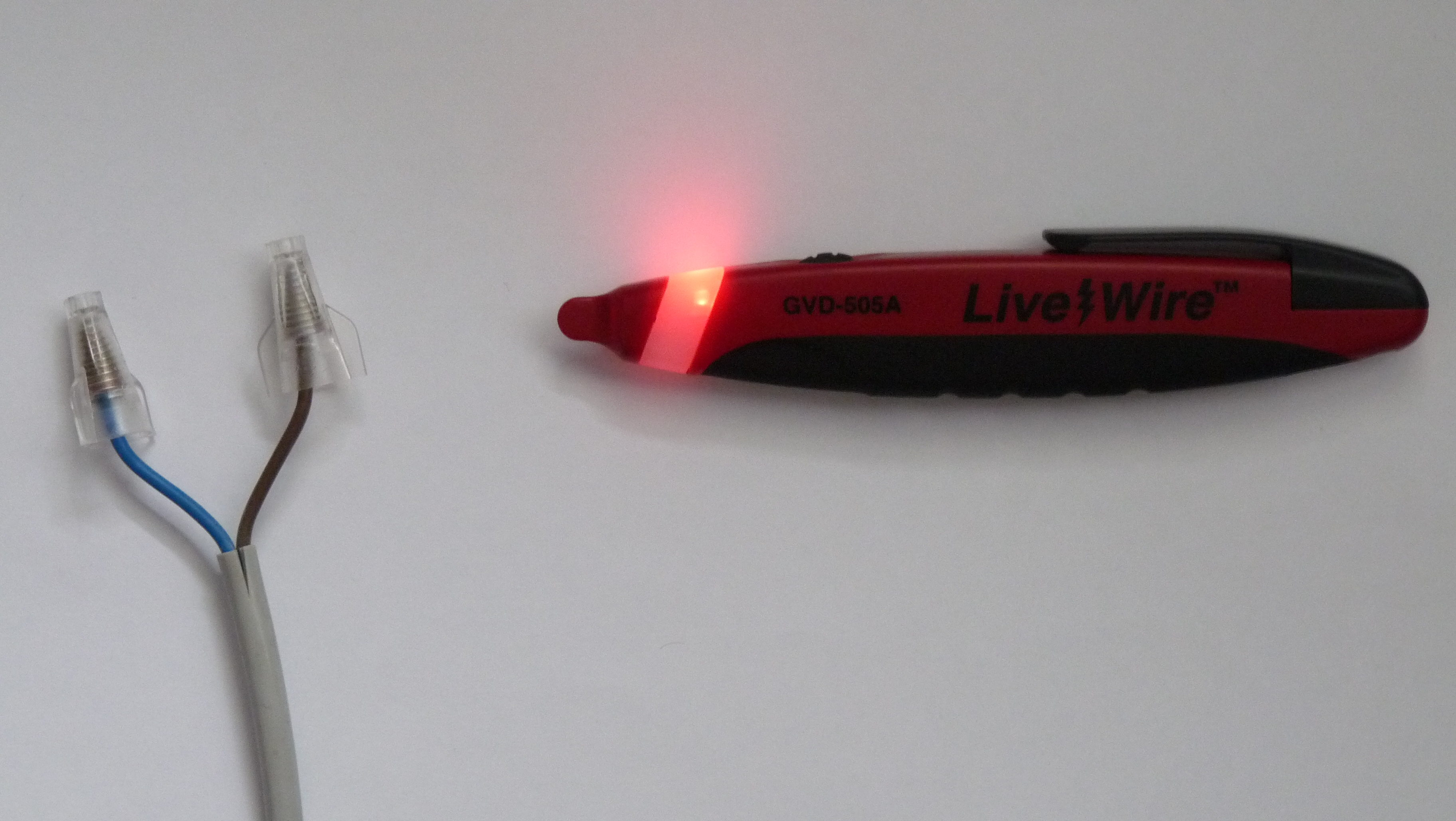
Bezdotyková zkoušečka

## Bezdotykové zkoušečky
Bezdotykové zkoušečky detekují prostřednictvím senzoru elektrické pole v bezprostřední blízkosti vodiče a signalizují ho opticky například LED diodou. Pro provoz je nutná baterie. Při dostatečné citlivosti je možné detekovat napětí i v izolovaném vodiči. Bezdotykové zkoušečky jsou vhodné pro kontrolu střídavého napětí, pro stejnosměrná napětí nejsou použitelné. Pro zkoušečky napětí neexistuje samostatná norma, musí vyhovovat obecné normě pro měřicí přístroje ČSN EN 61010-1 ed. 2.